# Liste der Biografien/Adn
Liste der Biografien |
Portal Biografien |
Personensuche
# |
A |
B |
C |
D |
E |
F |
G |
H |
I |
J |
K |
L |
M |
N |
O |
P |
Q |
R |
S |
T |
U |
V |
W |
X |
Y |
Z |
?
 
Aa |
Ab |
Ac |
Ad |
Ae |
Af |
Ag |
Ah |
Ai |
Aj |
Ak |
Al |
Am |
An |
Ao |
Ap |
Aq |
Ar |
As |
At |
Au |
Av |
Aw |
Ax |
Ay |
Az
 
Ada |
Adc |
Add |
Ade |
Adg |
Adh |
Adi |
Adj |
Adk |
Adl |
Adm |
Adn |
Ado |
Adr |
Ads |
Adt |
Adu |
Adv |
Adw |
Ady |
Adz
Die Liste der Biografien führt alle Personen auf, die in der deutschsprachigen Wikipedia einen Artikel haben. Dieses ist eine Teilliste mit 16 Einträgen von Personen, deren Namen mit den Buchstaben „Adn“ beginnt.

## Adn

### Adna
- Adnan al-Malki († 1955), syrischer Politiker und Stellvertretender Generalstabschef des Syrischen Heeres
- Adnan Bin Haji Mohd Jafar, bruneiischer Diplomat
- Adnan Muhammad al-Arur (* 1948), syrischer sunnitischer Religionsgelehrter
- Adnan, Ali (* 1993), irakischer Fußballspieler
- Adnan, Etel (1925–2021), libanesisch-US-amerikanische Schriftstellerin und MalerinEtel Adnan (1925–2021)

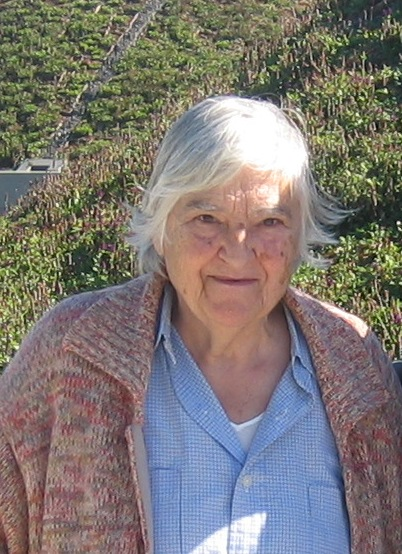
Etel Adnan (1925–2021)

- Adnan, Idraki (* 1999), singapurischer Fußballspieler
- Adnan, Mohd Nafiizwan (* 1986), malaysischer Squashspieler
- Adnan, Yassin (* 1970), marokkanischer Journalist und Autor
- ʿAdnānī, Abū Muhammad al- (* 1977), syrischer Propagandachef der Organisation „Islamischer Staat“
- Adnar, Esma (* 1996), türkische Handball- und Beachhandballspielerin

### Adne
- Adner, Anton († 1822), bayerischer Holzwarenhersteller und -händler, einer der ältesten Bayern
- Adnet, Françoise (1924–2014), französische Pianistin und Malerin
- Adnet, Jacques (1900–1984), französischer Innenarchitekt und Designer von Leuchten und Möbeln im Stil des Art déco
- Adnet, Maucha (* 1963), brasilianische Jazzsängerin und Songwriterin
- Adney, Edwin Tappan (1868–1950), kanadischer Künstler, Schriftsteller, Ethnologe und Fotograf

### Adno
- Ådnøy, Anne Lise (* 1957), norwegische lutherische Geistliche, Bischöfin von Stavanger